# Ханкенди (станция)
Ханкенди (азерб. Xankəndi) — строящийся железнодорожный и автовокзальный комплекс Азербайджанской железной дороги, располагающийся к северу от города Ханкенди.

## История
В 1912 году Обществом Саруханова-Куринского была начата прокладка узкоколейной железной дороги Евлах — Бегум Саров — Тертер — Хачин-Дорбатлы — Аскеран — Ханкенди — Шуша. В 1914 году работы были приостановлены из-за начавшейся Первой мировой войны и переброски сил и средств на строительство железной дороги военного назначения на Кавказском фронте от города Сарыкамыш. Несмотря на то, что после окончания войны строительство линии было продолжено, железная дорога была проведена только в 1942 году, причём по другому маршруту — через Барду и Агдам — и только до Степанакерта (название Ханкенди в советское время), который стал конечной станцией.
В 1967 году участок Барда — Агдам был перешит на широкую колею, движение на участке Агдам — Степанакерт было прекращено. В 1978 году, после перешивки на широкую колею участка Агдам — Степанакерт, движение было возобновлено.
После начала Карабахского конфликта движение на линии Евлах — Степанакерт было прервано и после окончания Первой карабахской войны не восстановлено. До октября 2023 года территория станции контролировалась непризнанной Нагорно-Карабахской Республикой, в здании вокзала располагалась казарма.
В 2023 году в результате военной операции Азербайджан восстановил контроль над городом Ханкенди. В 2025 году были завершены проектные работы по восстановлению железнодорожной линии Агдам — Ханкенди. Протяжённость линии, являющейся продолжением восстановленной и введённой в эксплуатацию в 2025 году линии Барда — Агдам, составляет 28 км, вместе с подъездными путями — 34,7 км. На июль 2025 года проектные работы по железнодорожной линии Агдам — Ханкенди, в том числе четырём мостам, пяти путепроводам, трём пешеходным переходам и двум водопропускным трубам, были завершены. Вдоль линии, помимо Ханкендинского железнодорожного и автовокзального комплекса, осуществляется строительство двух станций — Аскеран и Ходжалы. Проект планируется сдать в эксплуатацию в 2026 году.